# 前田啓朗
前田 啓朗（まえだ ひろあき、1974年9月3日 - 2014年10月10日）は、日本の教育学者。広島大学外国語教育研究センター准教授。学内外問わず、名前の音読みである「けいろう」というニックネームをもつ。

## 来歴
1974年生まれ。1993年に広島県立広島皆実高等学校卒業。1997年に広島大学教育学部教科教育学科英語教育学専修卒業。2000年に広島大学大学院教育学研究科教科教育科学専攻（英語教育学）博士課程前期修了後、広島大学教育学部英語文化教育学講座事務補佐員を務めた。2001年から広島大学情報メディア教育研究センター外国語教育研究系(メディアコミュニケーション系)助手。この時、広島県立黒瀬高等学校外国語科（英語）の非常勤講師も務めた。2004年に広島大学に外国語教育研究センターが設立されることに伴い、配置換。その後同センター准教授となり、広島大学の教養課程における英語教育を中心となって支えた。また、広島大学が全学部の1・2年生にTOEIC-IPテストを行うことが決まった際も実行委員としてその下支えを行った。2014年10月10日未明、実家近くの公園を散歩中に急性心筋梗塞になり急逝。享年40歳。

## 人物
- 専門分野は英語教育学（測定・評価、CALL)
- 英語教育を含む様々な分野に、統計学的知見が入ってきた際、検定結果の数値にばかりこだわることに問題があると指摘しよいデータ、より良い評価とはなんなのかを追及してきた。

## 著書
- 三浦省五・前田啓朗・山森光陽・磯田貴道・廣森友人『英語教師のための教育データ分析入門―授業が変わるテスト・評価・研究』大修館書店、2004年4月。ISBN 4469244937。